# Panteísmo naturalista
 Panteísmo naturalista se refere a um tipo de panteísmo, e tem sido usado de várias formas como para identificar Deus ou divindade a coisas concretas, ao determinismo, ou a substância do Universo. Deus, a partir dessas perspectivas, é visto como o conjunto de todos os fenômenos naturais unificados. A frase tem sido muitas vezes associado à filosofia de Baruch Spinoza, embora os acadêmicos se divergem ao modo como este termo é usado.